# گراینت
گراینت (به آلمانی: Grainet) یک شهر در آلمان است که در بایرن واقع شده‌است.

## خصوصیات
گراینت ۳۶٫۱۶ کیلومترمربع مساحت دارد ۵۸۲-۱٬۰۱۵ متر بالاتر از سطح دریا واقع شده‌است.

## خواهرخوانده
شهر Prachatice خواهرخواندهٔ گراینت هست.